# Mémorial du génocide de Mvuzo
Le mémorial du génocide de Mvuzo commémore le massacre de masse des Tutsi survenu en avril 1994 à Mvuzo, secteur de Shyorongi, district de Rulindo, près de Kigali, lors du Génocide de 1994 perpétré contre les Tutsi au Rwanda.

## Emplacement

### Localisation
Le mémorial du génocide de Mvuzo se trouve à Shyorongi, dans le district de Rulindo, au nord de la ville de Kigali, le long de la route principale menant vers le nord du Rwanda. Le site est parfois appelé « mémorial de Shyorongi-Mvuzo » ou « Mvuzo Memorial Site »,.

### Contexte
| \| 150 km1:3 445 000 \| Kibuye Gisenyi Bisesero Ntarama Kigali Nyamata Murambi Rusiga |
| 150 km1:3 445 000                                                                     |

| Mémoriaux du génocide des Tutsis au Rwanda |
| (2018) Année d'inauguration                |

Le Mémorial du Génocide de Mvuzo fait partie d'un ensemble de nombreux sites commémoratifs, tombes communes présents sur le territoire du Rwanda et en dehors, liés au génocide de 1994.
Quelques sites commémoratifs font partie du patrimoine mondial de l'UNESCO.

Communes du Rwanda en 1994

## Histoire
Le mémorial du génocide de Mvuzo a été établi pour conserver la mémoire des milliers de Tutsi tués dans la région pendant le génocide de 1994. Selon des témoignages recueillis par le Genocide Archive Rwanda et diverses recherches, des milliers de victimes ont été enterrées sur ce site. Chaque année, des cérémonies commémoratives sont organisées, réunissant survivants, officiels et jeunes générations afin de perpétuer la mémoire et de sensibiliser à la prévention du génocide,.

## Particularités
Le mémorial de Mvuzo comprend un ossuaire où reposent les restes de plusieurs milliers de victimes. Des stèles et des plaques rappellent les noms des disparus et racontent l’histoire du lieu. Le site accueille des visites éducatives, des délégations officielles, ainsi que des cérémonies de recueillement. Il fait aussi l’objet d’initiatives de sensibilisation par des institutions éducatives, comme le Tumba College of Technology, et de nombreux témoignages de survivants y sont présentés lors des commémorations,,,.